# Russellville (Missouri)
Russellville és una població dels Estats Units a l'estat de Missouri. Segons el cens del 2000 tenia 758 habitants.

## Demografia
Segons el cens del 2000, Russellville tenia 758 habitants, 305 habitatges, i 203 famílies. La densitat de població era de 385,1 habitants per km².
Dels 305 habitatges en un 38,7% hi vivien nens de menys de 18 anys, en un 50,2% hi vivien parelles casades, en un 13,1% dones solteres, i en un 33,4% no eren unitats familiars. En el 30,5% dels habitatges hi vivien persones soles el 16,1% de les quals corresponia a persones de 65 anys o més que vivien soles. El nombre mitjà de persones vivint en cada habitatge era de 2,49 i el nombre mitjà de persones que vivien en cada família era de 3,14.
Per edats la població es repartia de la següent manera: un 31% tenia menys de 18 anys, un 7,9% entre 18 i 24, un 27,2% entre 25 i 44, un 20,6% de 45 a 60 i un 13,3% 65 anys o més.
L'edat mediana era de 33 anys. Per cada 100 dones de 18 o més anys hi havia 78,5 homes.
La renda mediana per habitatge era de 34.408 $ i la renda mediana per família de 41.250 $. Els homes tenien una renda mediana de 30.100 $ mentre que les dones 20.972 $. La renda per capita de la població era de 14.812 $. Entorn del 7,5% de les famílies i el 9,5% de la població estaven per davall del llindar de pobresa.

## Poblacions més properes
El següent diagrama mostra les poblacions més properes.